# ستيفن روب
ستيفن روب (بالإنجليزية: Steven Robb)‏ (8 مارس 1982 في المملكة المتحدة - ) هو لاعب كرة قدم بريطاني في مركز الوسط. لعب مع دندي يونايتد وريث روفرز ونادي بريتشين سيتي ونادي دندي ونادي سانت ميرين ونادي مونتروز لكرة القدم ونادي بورت.

## وصلات خارجية
- ستيفن روب على موقع قاعدة بيانات كرة القدم.إي يو (الإنجليزية)
- ستيفن روب على موقع Soccerbase.com (لاعب) (الإنجليزية)